# 阿爾卡陶
阿爾卡陶（西班牙語：Arcatao），是薩爾瓦多的城鎮，位於該國西北部，由查拉特南戈省負責管轄，面積66.85平方公里，海拔高度648米，2007年人口2,946，人口密度每平方公里44.07人。
14°5′38″N 88°44′58″W / 14.09389°N 88.74944°W